# Vanlig flatbagge
Vanlig flatbagge (Ostoma ferruginea) är en skalbaggsart som först beskrevs av Carl von Linné 1758.  Vanlig flatbagge ingår i släktet Ostoma, och familjen flatbaggar. Arten är reproducerande i Sverige.